# بق توتة العليق
بق توتَةٌ العُلَّيق أو بق البُرقوق (الاسم العلمي: Dolycoris baccarum)، نوع من جنس بق الحنطة وفصيلة خماسيات الفصلات.

## التوزيع والموطن
هذا النوع واسع الانتشار في معظم أوروبا وآسيا الوسطى. هذه البق يتوطن بشكل رئيسي في السياجات النباتية وحواف الغابات، الحقول والغابات والحدائق والمنتزهات.

## الوصف
يمكن أن يصل طول بق توتة العليق إلى حوالي 10-12.5 ملليمتر (0.39 - 0.49 بوصة). ومميزة باللون الأرجواني والبني المخضر وجسمها مغطا بشعر طويل. تتكون قرونها الاستشعارية من 4 إلى 5 أطواق باللون الأبيض والأسود. وخلال فصل الشتاء، يصبح لون سطحها بني باهت.

## معرض صور

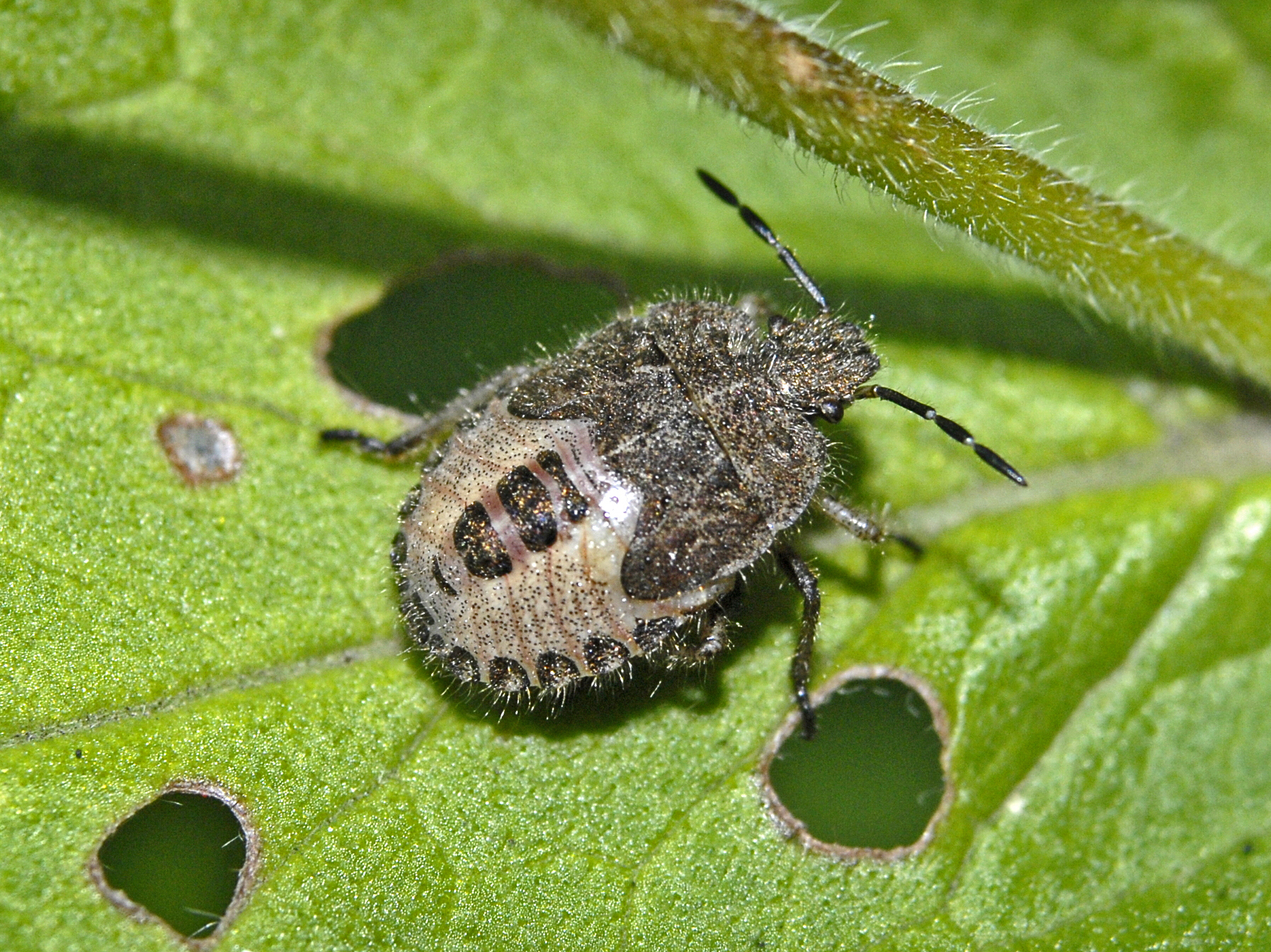
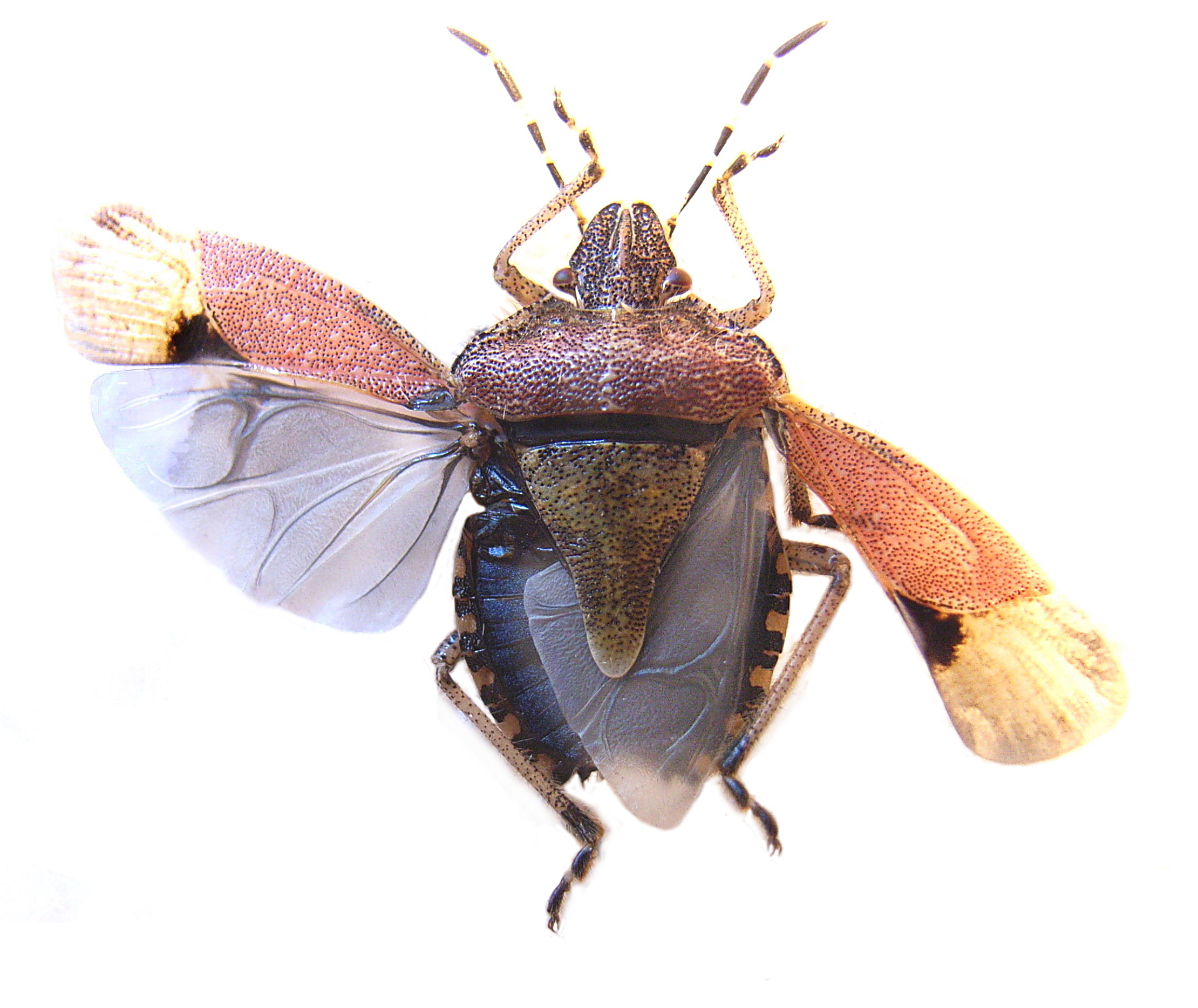
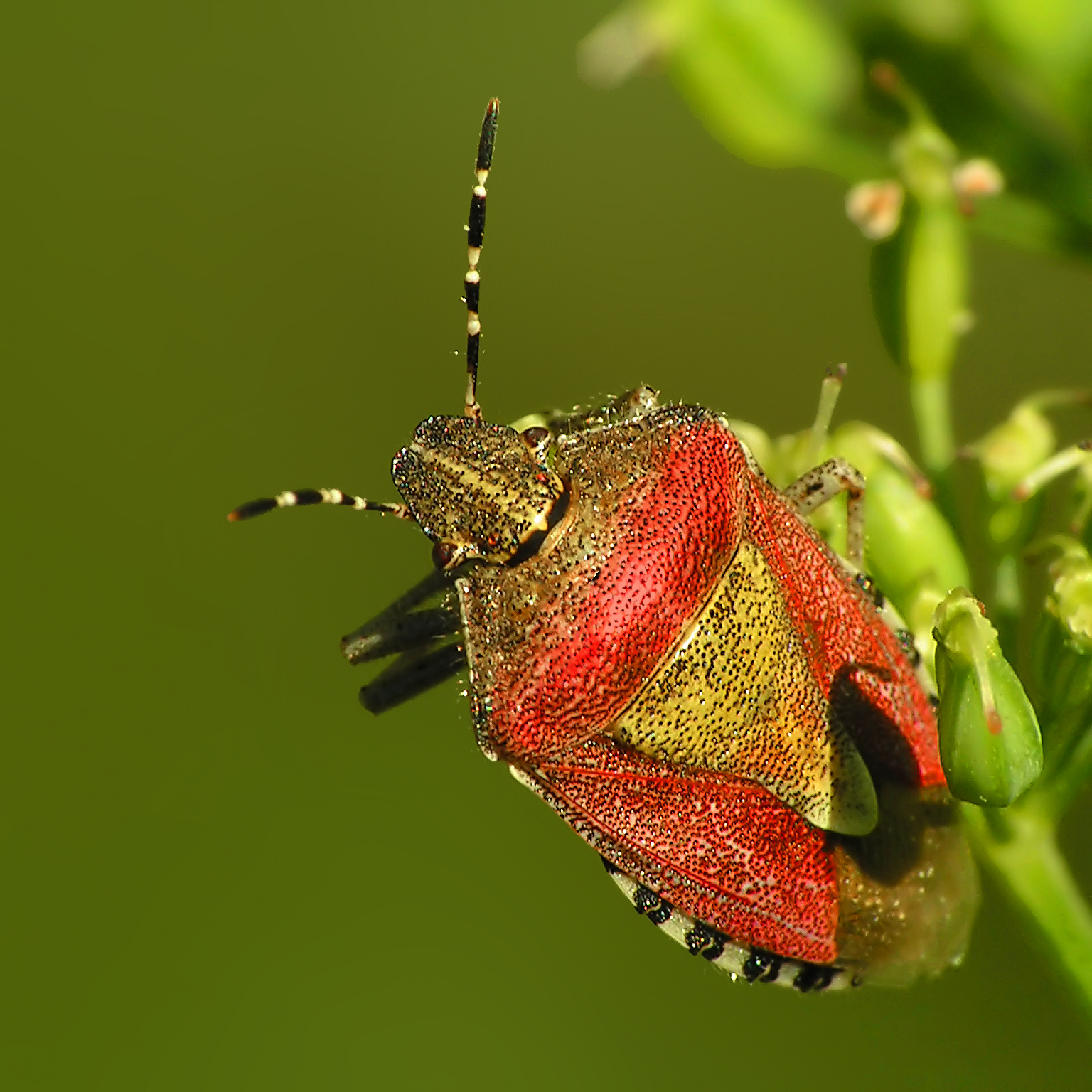
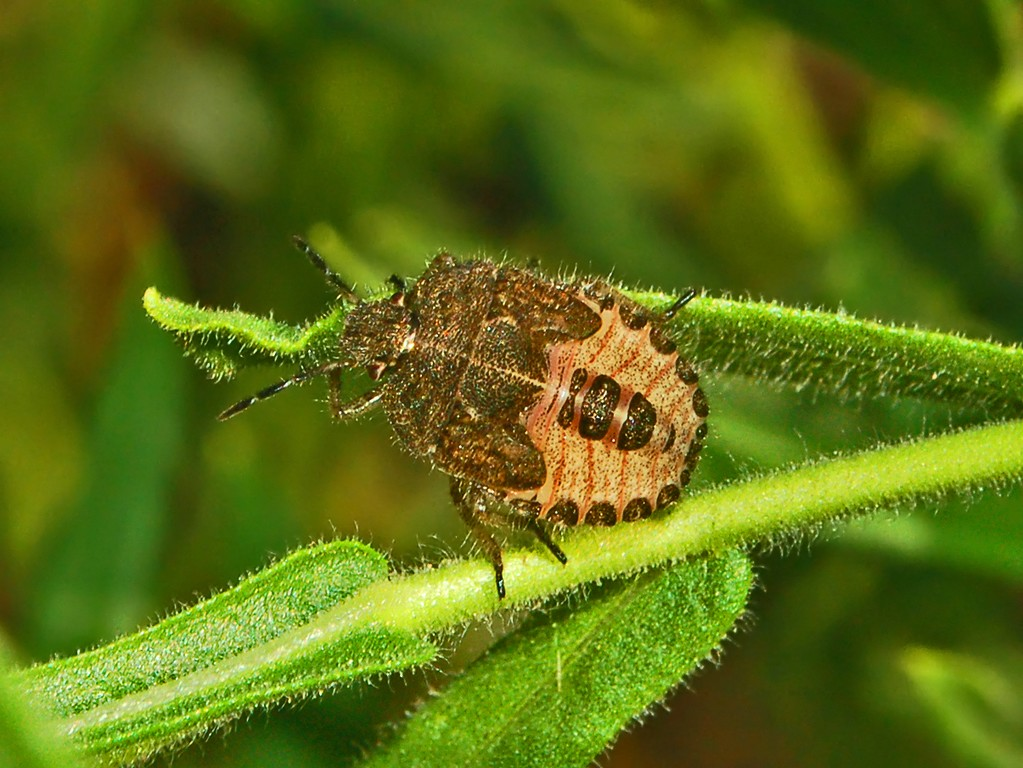